# Ostericum huadongense
Ostericum huadongense är en flockblommig växtart som beskrevs av Z.H.Pan och X.H.Li. Ostericum huadongense ingår i släktet Ostericum och familjen flockblommiga växter. Inga underarter finns listade i Catalogue of Life.